# مضلع أحادي
في الهندسة الرياضية، المضلع الأحادي هو مضلع له ضلع واحد ورأس واحد.
وبما أن المضلع الأحادي له ضلع واحد وزاوية واحد فيعتبر مضلع منتظم.
في الهندسة الإقليدية من المستحيل إنشاء المضلع الأحادي لأن ضلعه الوحيد سوف يمتد إلى اللانهاية. بينما يكون من الممكن إنشاؤه في الهندسة الكروية وذلك بوضع رأس المضلع الأحادي على دائرة عظمى في كرة.
من الممكن استخدام مضلعين أحاديين لإنشاء مضلع ثنائي.